# Marco Wieser (Eishockeyspieler)
Marco Wieser (* 15. Dezember 1990 in Villach) ist ein ehemaliger österreichischer Eishockeytorwart, der zuletzt beim EC VSV in der Österreichischen Eishockey-Liga unter Vertrag stand.

## Karriere
Marco Wieser begann seine Karriere als Jugendlicher beim EC VSV. Dort war er mehrere Jahre Stammtorhüter der U20-Mannschaft, mit der er 2007 und 2008 österreichischer Juniorenmeister wurde. Allerdings bekam er keinen Profivertrag, da die Torhüterposition beim EC VSV damals durch Bernhard Starkbaum langfristig besetzt war. Am 13. März 2007 kam Marco Wieser in der Saison 2007/08 in der österreichischen Eishockey-Liga im Auswärtsspiel gegen den HC TWK Innsbruck erstmals als Torhüter zum Einsatz. 
Zur Saison 2009/10 ging Wieser nach Nordamerika, wo er in die North American Hockey League zu den Alpena IceDiggers wechselte. Nach einer durchaus erfolgreichen Saison endet sein erstes Jahr in Nordamerika mit dem Verkauf des IceDiggers-Franchise. Wieser versuchte sich daraufhin erfolglos im Trainingslager des USHL-Teams aus Youngstown und kehrte zum Alpena-Nachfolgeteam, den Corpus Christi Ice Rays, zurück. Im weiteren Saisonverlauf spielte er zudem für die New Mexico Mustangs in der NAHL. 
Zur Saison 2011/12 kehrte Wieser zu seinem Heimatverein EC VSV nach Österreich zurück. Nachdem er sich aber auch weiterhin nicht durchsetzen konnte – er absolvierte in der Spielzeit 2011/12 lediglich drei Spiele in der ÖEHL – beendete er seine Karriere.

### International
Im Juniorenbereich nahm Wieser mit österreichischen Mannschaften an den U18-Weltmeisterschaften 2007 und 2008 sowie der U20-Weltmeisterschaft 2009 jeweils in der Division I teil. Nachdem er 2009 mit der besten Fangquote und dem besten Gegentorschnitt maßgeblich zum Aufstieg in die Top-Division beigetragen hatte, spielte er mit der österreichischen U20-Auswahl bei der Weltmeisterschaft 2010 in der Top-Division.

## Erfolge und Auszeichnungen
- 2007 Österreichischer Jugendmeister mit dem EC VSV
- 2008 Österreichischer Jugendmeister mit dem EC VSV
- 2009 Aufstieg in die Top-Division bei der U20-Weltmeisterschaft der Division I, Gruppe B
- 2009 Beste Fangquote und bester Gegentorschnitt bei der U20-Weltmeisterschaft der Division I, Gruppe B